# Șirineasa
Șirineasa est une commune du județ de Vâlcea en Roumanie.